# Sabino de Campos
Sabino de Campos (Amargosa, 1893) foi um poeta, romancista e contista brasileiro. Foi autor, junto de Manoel Tranqüilo Bastos, do hino da cidade de Cachoeira, município da Bahia.

## Obras
- Jardim do silêncio, poesia, 1919
- Sinfonia bárbara, poesia, 1932
- Catimbó: um romance nordestino, prosa,  1945
- Os amigos de Jesus, prosa, 1955
- Lucas, o demônio negro, prosa, 1956
- Natureza, poesia, 1960
- Cantigas que o vento leva, prosa, 1964
- Contos da terra verde, contos, 1966
- Fui à fonte beber água, poesia, 1968
- A voz dos tempos, memórias, 1971
- Cantanto pelos caminhos, 1975